# Julius Curiël
Julius Christiaan Curiël/Curiel (Paramaribo, 27 januari 1899 – aldaar, 27 oktober 1988) was een Surinaams politicus.
Hij werd geboren als zoon van Frederik Adolf Curiel en Betsij Adolphina Abercrombie. Hij werkte tot 1931 als districtsklerk in Suriname en vestigde zich daarna in Nederlands-Indië. In 1932 ging hij als boekhoudkundig ambtenaar werken in Batavia. Rond 1946 had hij het gebracht tot administrateur van Financiën 1e klasse. Enkele jaren later, in de periode dat Indonesië onafhankelijk werd, vertrok hij naar Nederland. Na terugkomst in Suriname werd hij in maart 1952 landsminister van Economische Zaken. Vanaf augustus 1952 was hij daarnaast enige tijd waarnemend landsminister van Financiën. In januari 1955 kondigde hij, in navolging van minister F.A. Langguth Oliviera, aan op te stappen in verband met twee kort daarvoor door de Staten van Suriname aangenomen amendementen ter aanpassing van de kiesdistricten. Die wijzigingen pakte behoorlijk ongunstig uit voor de Hindoestanen. Curiël was tot oktober van dat jaar hoofdambtenaar ter beschikking van de minister van Financiën. Daarna was hij actief als accountant. Curiël overleed in 1988 op 89-jarige leeftijd.